# Octoknema bakossiensis
Espèce
Octoknema bakossiensis est une espèce de plantes de la famille des Olacaceae et du genre Octoknema selon la classification phylogénétique.
Son épithète spécifique fait référence aux territoires du peuple Bakossi où elle est localisée (monts Bakossi)

## Description
Octoknema bakossiensis est une plante localisée dans l'Ouest du Cameroun. Plante endémique du Cameroun, cet arbre à 12 mètres de haut se trouve dans les forêts montagneuse à feuilles persistantes de 800 à 1400 m d'altitude.